# Enoplotrupes largeteaui
Enoplotrupes largeteaui là một loài bọ cánh cứng trong họ Geotrupidae. Loài này được Oberthür miêu tả khoa học năm 1883.